# Miguel Ángel Moyà
Miguel Ángel Moyà Rumbo (Binissalem, 1984. április 2. —) spanyol volt korosztályos labdarúgó, jelenleg a Real Sociedad labdarúgója.

## Klub karrier

### Real Sociedad
2018. február 27-én a Real Sociedad bejelentette, hogy megállapodott az Atlético Madriddal Moya átigazolásáról. Ezt az átigazolási időszak lejárta után tették, de az Athletic Bilbao Iñigo Martínezt a szerződésében foglalt kivásárlási áron vette meg Real Sociedadtól, ezért a  La Liga vezetősége engedélyezte a klubnak, hogy az átigazolási időszak zárulta utáni egy hónapban igazoljon egy olyan labdarúgót, aki szabadon igazolható vagy egy másik spanyol élvonalbeli együttesben szerepel.

## Sikerei, díjai

### Klub
- Atlético Madrid
  - Spanyol labdarúgó-szuperkupa: 2014
  - UEFA-bajnokok ligája döntős: 2015–16
  - Európa-liga: 2017–18

### Válogatott
- Spanyolország U16
  - U16-os labdarúgó-Európa-bajnokság: 2001
- Spanyolország U19
  - U19-es labdarúgó-Európa-bajnokság: 2002